# زنبق دره (نمایشنامه)
زنبق دره یا درهٔ زنبق، نام رمانی از نویسنده و نمایشنامه نویس مشهور فرانسوی، انوره دو بالزاک است که درون مایهٔ اصلی آن عشق و مسائل اجتماعی است.این کتاب، بخشی از سری رمان‌های مشهور به کمدی انسانی (The Human Comedy) اثر دو بالزاک است.